# Odostomia resina
Odostomia resina är en snäckart som beskrevs av Dall och Bartsch 1909. Odostomia resina ingår i släktet Odostomia och familjen Pyramidellidae. Inga underarter finns listade i Catalogue of Life.